# یلوه زاپاتا
یلوه زاپاتا (نام علمی: Cyanolimnas cerverai) نام یک گونه از تیره یلوگان است.